# اپنشلاگ
اپنشلاگ (به آلمانی: Eppenschlag) یک شهر در آلمان است که در بایرن واقع شده‌است.

## خصوصیات
اپنشلاگ ۱۷٫۰۱ کیلومترمربع مساحت دارد ۶۰۸ متر بالاتر از سطح دریا واقع شده‌است.